# Arroyabe
Arroyabe (en euskera y oficialmente Arroiabe) es un concejo del municipio de Arrazua-Ubarrundia, en la provincia de Álava. 

## Geografía
El concejo se encuentra 9,5 km al norte de Vitoria y a 3,4 km de Durana, la capital del municipio de Arrazua-Ubarrundia. Los pueblos más cercanos son Mendívil y Amárita. El concejo está enclavado en una pequeña elevación de terreno (537 m) en la orilla izquierda del río Zadorra. Se sitúa a su vez al sur del Pantano del Zadorra, también conocido como Pantano de Ullíbarri-Gamboa, siendo el primer pueblo que está situado aguas abajo de dicho pantano. La presa del pantano se encuentra entre los pueblos de Arroyabe y Ullívarri-Gamboa.

## Despoblados
Forman parte del concejo los despoblados de:
- Errasti.[1]
- San Requil.[2]

Forma parte del concejo una fracción del despoblado de:
- Sansoeta.[3]

## Historia
Arroyabe ha formado históricamente parte de la Hermandad de Arrazua y entró como parte de ella en el actual municipio de Arrazua-Ubarrundia.

## Demografía
| Gráfica de evolución demográfica de Arroyabe entre 2000 y 2017 |
|                                                                |
| Población de derecho según los censos de población del INE.    |

## Fiestas
Sus fiestas se celebran el 8 de septiembre, festividad de la Natividad de la Virgen.

## Personas destacadas
- Ochoa de Landa (?-1531) pagador de la Casa de la reina Juana I de Castilla y tesorero de la Audiencia de los Descargos de los Reyes Católicos.[5]
- Juan José Díaz de Espada y Landa (1757-1832) obispo de La Habana en la isla de Cuba.